# Mulberry (Arkansas)
Mulberry è una città degli Stati Uniti d'America situata nello Stato dell'Arkansas, nella Contea di Crawford.